# Cornufer nexipus
Espèce
Synonymes
- Platymantis nexipus Zweifel, 1975

Statut de conservation UICN

 DD  : Données insuffisantes
Cornufer nexipus est une espèce d'amphibiens de la famille des Ceratobatrachidae.

## Répartition
Cette espèce est endémique de Nouvelle-Bretagne en Papouasie-Nouvelle-Guinée. Elle se rencontre de 300 à 1 200 m d'altitude dans les monts Baining et Nakanai.

## Description
Cornufer nexipus mesure de 39 à 43 mm pour les mâles. Son dos varie du gris au brun clair avec des taches brunes. Son ventre est fauve clair avec des taches sombres.

## Publication originale
- Zweifel, 1975 : Two new frogs of the genus Platymantis (Ranidae) from New Britain. American Museum Novitates, no 2582, p. 1-7 (texte intégral).